# Жыланды (приток Кара-Кенгира)
Жыланды (Серикбай) — река в Казахстане бассейне реки Сарысу, правый приток Кара-Кенгира. Протекает по территории Улытауского района Улытауской области. Длина 100 км. Площадь бассейна 2800 км². Начинается с источников на северном склоне горы Жаманкотыр, впадает в реку Кара-Кенгир. Весеннее половодье. Летом распадается на плёсы.
На реке расположено село Сатпаев.